# 魯登卡 (扎波羅熱州)
47°21′5″N 36°48′34″E / 47.35139°N 36.80944°E
魯登卡（烏克蘭語：Руденка）是位於烏克蘭東南部的村莊，由扎波羅熱州波洛希區的科米什-佐里亞市鎮負責管轄。該村距離泰爾諾韋2公里，面積12.2平方公里，海拔高度223米。